# Résolution 825 du Conseil de sécurité des Nations unies
Membres permanents
- Chine
- États-Unis
- France
- Royaume-Uni
- Russie

Membres non permanents
- Brésil
- Cap-Vert
- Djibouti
- Espagne
- Hongrie
- Japon
- Maroc
- Nouvelle-Zélande
- Pakistan
- Venezuela

Résolution no 824 Résolution no 826
La résolution 825 du Conseil de sécurité des Nations unies, adoptée le 11 mai 1993, a demandé à la république populaire démocratique de Corée (RPDC ou Corée du Nord) de reconsidérer sa décision de se retirer du traité sur la non-prolifération des armes nucléaires et d'autoriser la venue d'inspecteurs d'armes de l'Agence internationale de l'énergie atomique (AIEA), après avoir précédemment refusé leur entrée.

## Contexte
Le 30 janvier 1992, la Corée du Nord a officiellement signé le traité sur la non-prolifération des armes nucléaires (TNP) dans un « accord de garanties intégrales » après y avoir initialement adhéré en 1985, qui a permis de commencer les inspections en juin 1992; cependant, les réunions n'ont pas permis d'établir un régime d'inspection bilatéral. L'AIEA n'était pas convaincue que la Corée du Nord avait entièrement divulgué sa production de plutonium et avait de ce fait demandé l'accès à certaines installations. En raison de l'absence de progrès dans les négociations et du refus de la RPDC d'autoriser l'inspection de deux sites suspects de déchets nucléaires, la Corée du Nord a notifié à l'AIEA le 12 mars 1993 son intention de se retirer du traité de non-prolifération. Le Conseil des gouverneurs de l'AIEA a par la suite informé le Conseil de sécurité que la Corée du Nord ne respectait pas ses obligations en vertu de l'accord conjoint entre la RPDC et l'AIEA.

## Contenu
La résolution a été adoptée par 13 voix, aucune contre et deux abstentions de la république populaire de Chine et du Pakistan, qui ont tous deux appelé la Corée du Nord à revenir au TNP. Le Conseil de sécurité a pris note avec inquiétude des intentions de la RPDC, a réaffirmé la « contribution cruciale que les progrès de la non-prolifération peuvent apporter au maintien de la paix et de la sécurité internationales » et a appelé le gouvernement nord-coréen à s'engager et à honorer ses obligations au titre du traité. La résolution a également demandé au directeur général de l’AIEA de consulter la RPDC pour trouver une solution et de faire un rapport en temps voulu au Conseil de sécurité. Sur l'insistance de la république populaire de Chine, qui s'est abstenue, la résolution ne fait référence à aucune sanction si la Corée du Nord ne respecte pas le Conseil de sécurité.

## Conséquences
La Corée du Nord a accusé l'AIEA de « liquider son socialisme » et a effectué d'autres essais de missiles les 29 et 30 mai 1993, tirant des missiles balistiques Rodong-1 dans la mer du Japon. Après des négociations directes avec les États-Unis, la Corée du Nord a révoqué sa décision antérieure de se retirer du TNP en juin 1993 et les inspections des armes ont repris, mais pas dans les conditions d’accès au titre de l’accord conjoint initial. En octobre 1994, les négociations ont abouti au Cadre convenu dans lequel la RPDC a accepté les garanties initiales de l'AIEA de 1992 et a gelé et démantelé ses réacteurs nucléaires et autres installations sous la supervision de l'AIEA en échange de réacteurs à eau légère.